# Sarah Fielding
Sarah Fielding (* 8. November 1710 in East Stour, Dorset; † 9. April 1768 in  Bath) war eine englische Schriftstellerin, deren grundlegende Bedeutung darin liegt, dass sie neue formale und experimentierfreudige Strukturen des Romans entwickelt hat. Darüber hinaus gelang es ihr durch die Vertretung moralischer Prinzipien in ihren Werken die gesellschaftliche Akzeptanz von Schriftstellerinnen im England des 18. Jahrhunderts generell zu erleichtern. Früher meist als begabte Schwester des bis heute bekannten Romanautors Henry Fielding gesehen, billigte man ihr zumindest zu als Autorin von The Governess, or The Little Female Academy (1749) das erste speziell an Kinder gerichtete Buch verfasst zu haben. Bereits fünf Jahre zuvor hatte sie großen wirtschaftlichen Erfolg mit ihrem Roman The Adventures of David Simple (1744).

## Leben
Sarah Fielding wurde 1710 als zweitälteste Tochter des Colonels Edmund Feilding, der mit Auszeichnung unter Marlborough gekämpft hatte, des jüngsten Enkels des 3. Earls of Denbigh, und seine Ehefrau Sarah Gould geboren. Der Vater schrieb seinen Nachnamen auf Dokumenten sowohl als Feilding als auch als Fielding, aber seinen berühmten Kinder schrieben ihn stets als Fielding. Sarahs Mutter war die Tochter von Sir Henry Gould, einem Richter des Königs.
Edmund Feilding überließ die Erziehung seiner Kinder seiner Schwiegermutter, Sarah Davidge Gould, in Glastonbury, während er seine Karriere in London zu fördern versuchte. Außerdem verbrachten sie ihre Kindheit im Haus ihres Großvaters väterlicherseits in East Stour. John Feilding war ein an der Cambridge University ausgebildeter anglikanischer Priester mit drei Lehen, den man für ein Bischofsamt in Irland in Betracht gezogen hatte. Der älteste Sohn Henry wurde zur Ausbildung standesgemäß nach Eton geschickt, die Mädchen hingegen allesamt auf die Mary Rookes's boarding school in Salisbury. Diese vergleichsweise rudimentäre Ausbildung, die jedoch vielen jungen Frauen des verarmten englischen Landadels gemein war, hat Sarah Fielding stets als Manko empfunden und später auszugleichen versucht.
Als Sarahs Mutter 1718 verstarb, heiratete Edmund Anne Rapha, eine katholische Witwe, die ebenfalls verschiedene Kinder mit in die Ehe brachte und später Sarahs Halbbruder, den späteren Reformer John Fielding zur Welt bringen sollte. Sarah Davidge Gould und Sir Henry Gould gaben insgeheim Edmund die Schuld für den Tod ihrer Tochter und waren extrem verstört über die Wahl Edmunds bei seiner zweiten Ehefrau. Anne Rapha war daraufhin das Ziel der antikatholischen Ressentiments insbesondere der älteren Familienmitglieder. Lady Gould war dermaßen aufgebracht über Anne Ropha und die Vergrößerung der Familie, dass sie 1721 das Sorgerecht (England) für ihre Enkel und den Besitz des Familienhauses in East Stour erfolgreich einklagte. Dies trennte die Kinder für Jahre von ihrem Vater.

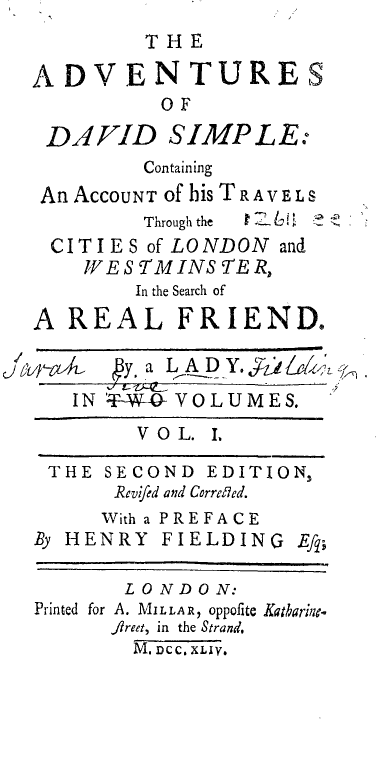
Zweite Auflage von The Adventures of David Simple, für die Henry Fielding ein Vorwort verfasste

Anfang der 1740er Jahre zog Sarah Fielding nach London, wo zeitweilig mit ihren Schwestern zusammenlebte oder bei ihrem Bruder Henry und dessen Familie wohnte. Den Frauen der Familie fehlte es an erheblichen finanziellen Mitteln für eine Mitgift, sodass keine von ihnen heiraten konnte. Selbst als Lady Gould 1733 starb, war zu wenig Geld für die Kinder übrig gewesen. Außerdem hatte der Vater der Familie durch seine Verschwendungssucht das Vermögen weiter dezimiert.
Sarah entschied sich, ihren Lebensunterhalt mit dem Schreiben zu verdienen. Während sie bei ihrem Bruder lebte und als deren Haushälterin fungierte, begann sie mit dem Schreiben.  1742 veröffentlichte Henry Fielding Joseph Andrews, bei dem vielen Literaturwissenschaftler die Autorenschaft von Sarah beim Brief der Leonora an Horatio in diesem Werk vermuten. Ein Jahr später schrieb ihr Bruder seine Miscellanies mit biografischen Skizzen. Auch hier vermutet man bei der Lebensbeschreibung der Anne Boleyn Sarah Fieldings Urheberschaft.
Nach diesen beiden Fingerübungen veröffentlichte Sarah Fielding 1744 den Roman The Adventures of David Simple anonym, wie es damals Gepflogenheit war. Dennoch konnte sie aufgrund ihres damals bereits vorhandenen Bekanntheitsgrades mit Leichtigkeit als Autorin identifiziert werden. Der Roman war ziemlich erfolgreich und erhielt großes Lob von den zeitgenössischen Kritikern, allen voran vom Verleger und Schriftsteller Samuel Richardson. Richardson, der selbst oft das Ziel der spöttischen Satiren seines Konkurrenten Henry Fielding war, sagte aus, dass sowohl Henry als auch Sarah das identische schriftstellerische Potenzial in sich tragen würden. The Adventures of David Simple erfuhr bereits nach zehn Wochen eine zweite Auflage und wurde ins Deutsche (Die Begebenheiten David Simpels : oder Erzählung von dessen Reisen durch die Städte London und Westmünster um einen wahrhaftigen Freund zu suchen. Hertel, Hamburg 1746) und Französische übersetzt.
Die darauffolgenden Werke Sarah Fieldings trugen daraufhin auf ihrem Umschlag die werbenden Worte, dass sie vom Autor von David Simple verfasst worden seien. Eine ebenso gängige Praxis, die sich bei allen weiblichen Autoren bis ins 19. Jahrhundert nachverfolgen lässt. Der Roman war derart populär, dass sie 1747 einen regelrechten Briefroman schrieb, in dem sie angebliche Briefe zwischen den Hauptcharakteren des Werkes sammelte, Familiar Letters between the Principal Characters in David Simple, und schließlich 1753 noch eine Fortsetzung anhing mit dem Titel  David Simple: Volume the Last.
Dabei war The Adventures of David Simple einer der ersten sentimentalen Gefühlsromane, der einen sich auf der Erfahrungsreise befindlichen Helden beschreibt, der nach echter Freundschaft sucht und am Ende dank seiner gutherzigen Art und moralischen Stärke triumphiert. Er findet Glück in der Ehe und in einem ländlichen, bescheidenen Leben abseits von den Verfehlungen der Großstädte. David Simple geht teilweise eine analoge Figurenentwicklung ein wie die literarische Figur des Heartsfree in Henry Fieldings The Life and Death of Jonathan Wild, the Great und bei Squire Allworthy in dessen The History of Tom Jones, a Foundling. Nichtsdestoweniger teilt David Simple etliche Charakterzüge mit anderen sentimentalen literarischen Figuren der Epoche, die ihren eigenen Frieden nur durch die Flucht von den Verfehlungen der vorwiegend städtischen Zivilisation in der Harmonie eines zumeist ländlichen Utopias finden. In der Fortsetzung, David Simple: Volume the Last, werden jedoch sowohl Sarah Fieldings Beschreibung als auch Simples Visionen düsterer: er scheint weitaus weniger Glück damit zu haben, in der korrupten, amoralischen Welt seine Erfüllung zu finden.

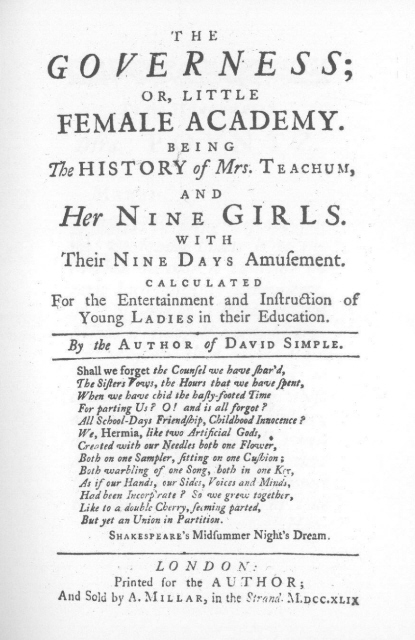
Titelblatt von The Governess, or The Little Female Academy (1749), von Sarah Fielding, dem ersten Roman für Kinder

Fielding verfasste darüber hinaus drei andere Romane mit unabhängigen Geschichten. Der lange Zeit als der bekannteste galt The Governess, or The Little Female Academy (1749) das erste speziell an Kinder gerichtete Buch. Außerdem publizierte sie The History of the Countess of Dellwyn (1759) und The History of Opelia (1760).
Als Literaturkritikerin schrieb Sarah Fielding 1749  Remarks on Clarissa über den Roman Clarissa von Samuel Richardson. The History of Charlotte Summers (1750) schrieb man Sarah Fielding ebenfalls zu. Als Doppelbiographie verfasste 1757 das Werk The Lives of Cleopatra and Octavia auf der Basis griechischer und römischer Quellen, die das Leben beider historischer Persönlichkeiten, sprich Cleopatra und Octavia, beschreiben. Besonders stolz war sie auf das einzige Werk von ihr, das 1762 zu ihren Lebzeiten unter ihrem Namen veröffentlicht wurde; eine Übersetzung von Xenophon über den Philosophen Sokrates, Xenophon's Memoirs of Socrates, with the Defense of Socrates Before His Judges.
Sarahs Schwestern starben zwischen 1750 und 1751, ihr Bruder Henry drei Jahre später bei einem Erholungsurlaub in Lissabon. Somit kehrte sie London den Rücken und zog in ein kleines Haus in Walcot kurz vor der Stadtgrenze von Bath. Der bekannte Philanthrop Ralph Allen und die ebenso berühmte sowie mit Fielding befreundete Elizabeth Montagu, ein Mitglied der Blue Stockings, unterstützten Fielding mit finanziellen Mitteln. Um 1767 lud Sarah Scott, die Schwester von Elizabeth Montagu, Sarah Fielding ein, mit ihr und anderen Damen in einer rein utopischen Frauenkommune zusammen zu leben.
Dieser Versuch, der in der Utopie Millenium Hall beschrieb worden war, zerschlug sich jedoch kurz vor dem Tod Sarah Fieldings im Altern von 57 Jahren am 9. April 1768. Eine Gedenkplakette am westlichen Portal von Bath Abbey erinnert an die englische Schriftstellerin.

## Rezeption
„Ihre Verknüpfung von Moral und Didaktik in ihren Romanen läuft heutigen ästhetischen Vorstellungen zuwider; aber in den 1740er Jahren bildeten ihre Werke schon deshalb Meilensteine der Geschichte des englischen Romans, weil sie eine neue, moralische Form weiblicher Fiktion begründeten. Dadurch trug F. maßgeblich dazu bei, den Ruf von Schriftstellerinnen von der Aura der Verruchtheit zu befreien, die frühere Autorinnen wie Aphra Behn und Mary Dealrivier Manley noch umgeben hatte.“
Sarah Fieldings Werke sind selbst heute noch lesenswert, weil sie in formaler Hinsicht experimentierfreudig waren. So war ihre Fiktionalisierung des Lebens historischer Persönlichkeiten fortschrittlich, in  The Lives of Cleopatra and Octavia (1757) visualisierte sie den Stellenwert der unterschiedlichen Rollentypen der femme fatale gegenüber der unterwürfigen Ehefrau, bei der Erzählperspektive wählte Fielding ebenfalls einen originell bis morbiden Weg, da beide Frauen aus dem Grab heraus sprechen.
Der zusammen mit Jane Collier zwischen Roman und Drama sich bewegende Stoff The Cry (1754) durchbrach die Gattungskonventionen und spiegelte die für damalige Verhältnisse unvoreingenommene Sicht auf das Leben einer „gefallenen Frau“.
Trotz der Wertschätzung ihrer Zeitgenossen, die sie mühelos als Autorin identifizierten, geriet sie schon bald in Vergessenheit. So schrieb man die Autorenschaft bei der deutschen Übersetzung ihres letzten mehr konventionellen Romans The History of Ophelia (1760); Die geraubte Einsiedlerin, oder Ophelia (1767) ihrem Bruder Henry Fielding zu.
„und das höchste Lob, das Kritiker ihr bis vor kurzem zollte, war, daß sie so ähnlich schreibe wie ihr Bruder. Dies verkennt jedoch die Leistungen dieser Autorin, die formale Experimente wagte, maßgebliche Weichen für das positive Ansehen von Schriftstellerinnen stellte und sich für eine bessere Erziehung und größere moralische Unabhängigkeit von Frauen aussprach.“

## Werke
- The Adventures of David Simple. 1744.
  - Die Begebenheiten David Simpels : oder Erzählung von dessen Reisen durch die Städte London und Westmünster um einen wahrhaftigen Freund zu suchen. Hertel, Hamburg 1746
- Familiar Letters between the Principal Characters in David Simple. 1747.
- The Governess, or The Little Female Academy. 1749.
  - Die Hofmeisterinn, oder die kleine Akademie für das Frauenzimmer : zum Vergnügen und Unterrichte junger Personen dieses Geschlechtes bey ihrer Erziehung. Weidmann, Leipzig 1761.
- Remarks on Clarissa. 1749.
- David Simple: Volume the Last. 1753.
- The Cry: A New Dramatic Fable (zusammen mit Jane Collier) 1754.
- The Lives of Cleopatra and Octavia. 1757.
- The History of the Countess of Dellwyn. 1759.
  - Geschichte der Gräfin von Dellwyn. Übersetzung von Johann Gottfried Gellius, Weidmann, Leipzig 1761.
- The History of Ophelia. 1761.
- Xenophon's Memoirs of Socrates, with the Defense of Socrates Before His Judges. 1762.